# Ореи
Ореи́ (греч. Ωρεοί) — прибрежная деревня и порт в Греции, на севере острова Эвбея в Эгейском море. Расположена на высоте 10 м над уровнем моря, на берегу бухты Ореи пролива Ореи, к северо-востоку от Неос-Пиргоса и к западу от города Истиея. Административно относится к общине Истиея-Эдипсос в периферийной единице Эвбея в периферии Центральная Греция. Площадь 10,476 км². Население 1209 человек по переписи 2011 года.
Название получила от древнего города Орей.

## Население
| Год  | Население, человек |
| ---- | ------------------ |
| 1991 | 1269               |
| 2001 | 1261               |
| 2011 | ↘ 1209             |